# Atholus dentipes
Atholus dentipes är en skalbaggsart som först beskrevs av Lewis 1892.  Atholus dentipes ingår i släktet Atholus och familjen stumpbaggar. Inga underarter finns listade i Catalogue of Life.